# Acacia interior
Acacia interior là một loài thực vật có hoa trong họ Đậu. Loài này được (Britton & Rose) McVaugh miêu tả khoa học đầu tiên.